# Dlhá Ves

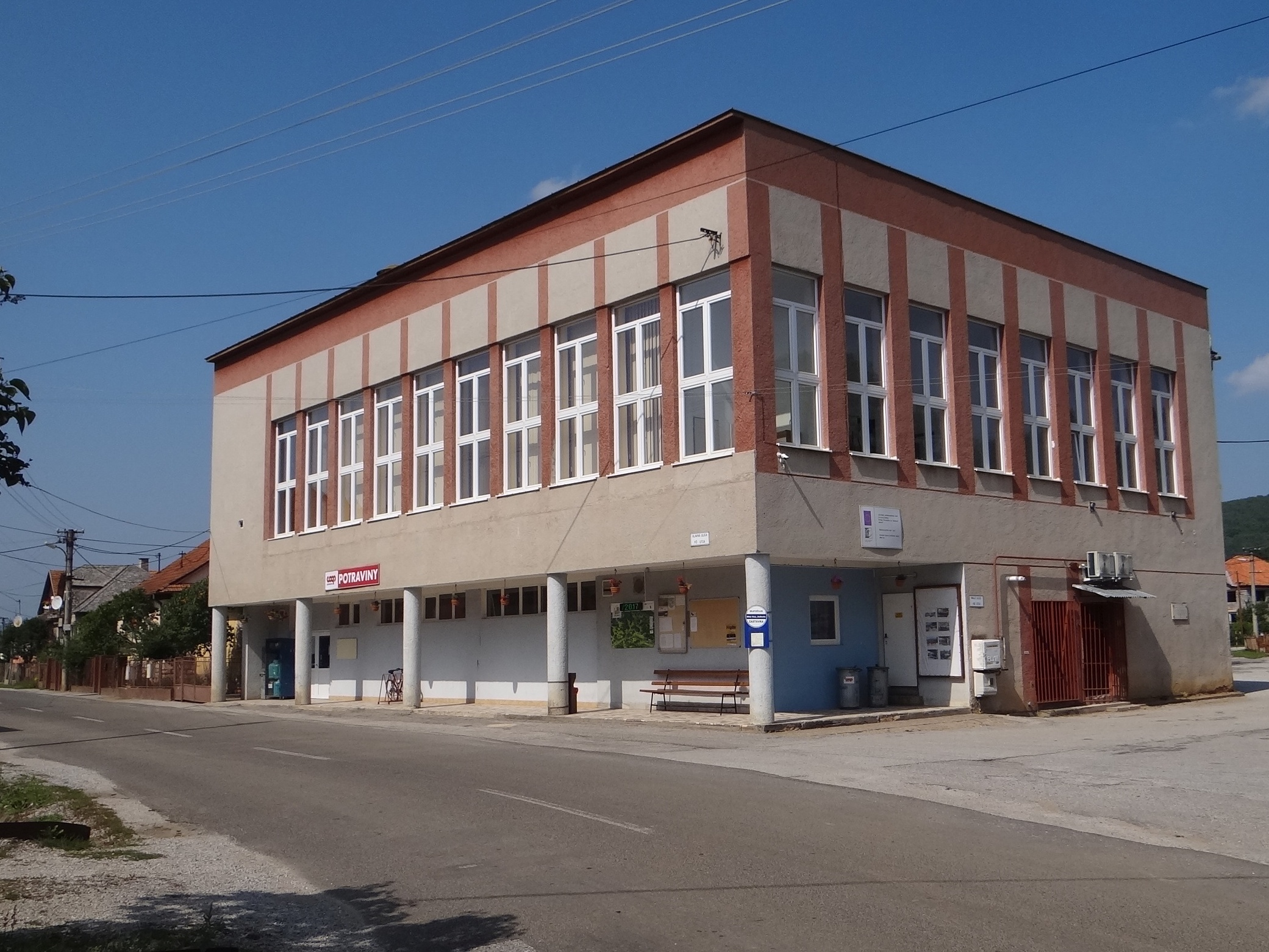

Dlhá Ves – wieś (obec) na Słowacji położona w kraju koszyckim, w powiecie Rożniawa. Miejscowość znajduje się w mezoregionie Kras Słowacki (Slovenský kras). Przepływa przez nią Ardovský potok.

## Opis miejscowości
Pierwsze wzmianki o miejscowości pochodzą z roku 1332.
Według danych z dnia 31 grudnia 2012, wieś zamieszkiwało 569 osób, w tym 296 kobiet i 273 mężczyzn.
W 2001 roku rozkład populacji względem narodowości i przynależności etnicznej wyglądał następująco:
- Słowacy – 13,15%
- Czesi – 0,16%
- Węgrzy – 86,7%

Ze względu na wyznawaną religię struktura mieszkańców kształtowała się w 2001 roku następująco:
- Katolicy rzymscy – 14,71%
- Grekokatolicy – 0,31%
- Ewangelicy – 54,93%
- Ateiści – 16,9%
- Nie podano – 3,76%